# 馬凱妮
馬凱妮（1972年11月16日—），台灣人，遠端肌肉無力症患者。

## 簡歷
2004年，醫院證實馬凱妮罹患罕見疾病端肌肉無力症（HIBM）。这是一種會逐漸惡化的遺傳性疾病，從發現罹患以後，由正常生活一步一步惡化到需要用到輪椅、電動輪椅代步。
馬凱妮接受多家新聞及報章採訪，提供相當多的殘障及醫療照顧方面的親身體驗給予大眾了解，並帶出了除了病人以外，病人家屬也需要照顧、支持和鼓勵，長期照顧病人的壓力也是相當之巨大。馬凱妮也在病發後了解政府政策的不足，前後去了日本及和透過網路及書信認識並了解美國許多殘障病人及家屬交流，進而帶病攻讀國立中山大學公共政策碩士班，希望在有能力之時替病人及家屬完善正確和完善社會福利和醫療制度，減少病人及家屬在一般正常生活中遇到的不公平和不方便。
於2014年4月，馬凱妮到日本參加遠端肌肉無力症協會（Patients Association for Distal Myopathies）交流活動。出席者為各國端肌肉無力症患者，大家針對各國政策和生活上遇到的困難進行交流，籍此機會把更多訊息帶回自己的國家，令病人及家屬能獲得正確的協助。
2015年1月開始，馬凱妮於全省監獄、學校及國軍單位巡迴演講，主題是她自己及她遇見的不同經歷者的奮鬥故事，透過專題講座傳遞給台下聽眾們，以了解生命的可貴。
2015年11月，馬凱妮正式登記參選中華民國高雄鳳山地區立法委員。選舉結果以得票1,637票，得票率0.88%而未當選。

### 其他資料
- https://law.judicial.gov.tw/LAW_MOBILE/FJUD/qryresult.aspx?kw=%e9%a6%ac%e6%99%af%e7%8e%89&judtype=JUDBOOK （页面存档备份，存于）

- https://tw.appledaily.com/headline/20110519/ZEOUQMJHDAWEJYTISMULL3 （页面存档备份，存于）

- DTTM/ （页面存档备份，存于）